# Ricardo Hurtado
Ricardo Javier Hurtado (Miami, Florida; 22 de agosto de 1999) es un actor y cantante estadounidense. 
Es conocido por interpretar a Freddy en la serie de Nickelodeon School of Rock y Tyler en la serie de Netflix Malibu Rescue.

## Primeros años
Hurtado nació en Miami, Florida, hijo del músico Ricardo Hurtado y Ofelia Ramirez, ambos de origen nicaragüense. A la edad de un año se mudó a Atlanta con sus padres.

## Carrera
Hurtado comenzó a actuar en 2016 en la serie de Nickelodeon School of Rock como Freddy Huerta.

## Filmografía

### Televisión
| Año       | Título                                   | Rol                                             | Notas                                                             |
| --------- | ---------------------------------------- | ----------------------------------------------- | ----------------------------------------------------------------- |
| 2016–18   | School of Rock                           | Freddy Huerta                                   | Elenco principal; 45 episodios                                    |
| 2016      | Ultimate Halloween Haunted House         | Cómplice de Party City                          | Especial de televisión                                            |
| 2017      | Nickelodeon's Not So Valentine's Special | Chico con hiedra venenosa / Golpecitos caramelo | Especial de televisión                                            |
| 2017      | Nicky, Ricky, Dicky & Dawn               | Joey Montagelli                                 | Episodio: «Not-So-Sweet Charity»                                  |
| 2017      | The Thundermans                          | —                                               | Extra; 2 episodios                                                |
| 2018      | The Mick                                 | Nico Pucinelli                                  | Episodio: «The Graduate»                                          |
| 2018      | Prince of Peoria                         | Rafael                                          | Episodip: "The Bro-Posal"                                         |
| 2019      | Malibu Rescue, The Movie                 | Tyler Gossard                                   | Película original de Netflix                                      |
| 2019-2020 | Malibu Rescue                            | Tyler Gossard                                   | Elenco principal, serie de Netflix                                |
| 2019      | Bunk'd                                   | Austin Justin                                   | Episodio: "Water Under The Dock"                                  |
| 2020      | Glitch Techs                             | Hector Nieves / High Five                       | Rol principal, papel de voz; serie animada de Nickelodeon/Netflix |
| 2020      | Malibu Rescue: The Next Wave             | Tyler Gossard                                   | Película original de Netflix                                      |
| TBA       | The Lies I Tell Myself                   | Elliot                                          | Película; post-producción 2021 Country Confort. Netflix           |

## Música

### Sencillos
| Año  | Título          |
| ---- | --------------- |
| 2017 | Sun Sets        |
| 2019 | Stay            |
| 2019 | I Won't Hold On |